# 克里斯蒂安·阿拉德
克里斯蒂安·阿拉德（Christian Allard，1964年3月31日—）是一位出生在法國的蘇格蘭政治人物，他的黨籍是蘇格蘭民族黨。他現任擔任蘇格蘭議會東北蘇格蘭選區選出的議員。